# STANAG 1008
STANAG 1008 — угода зі стандартизації НАТО STANAG, порядковий номер 1008 (публікація 9, 24 серпня 2004 року). Метою даного договору є забезпечення бойової сумісності між військовими кораблями Військово-морських сил НАТО і допомога в спрощенні проблем, пов'язаних з майбутнім міжнародним забезпеченням електричного обладнання, включаючи детальне зазначення загальноприйнятих і домовлених характеристик суднових електроенергетичних систем.